# Bryan Anger
Bryan Corey Anger (Camarillo, California, 6 de octubre de 1988) más conocido como Bryan Anger, es un jugador profesional estadounidense de fútbol americano que se desempeña en la posición de punter en Dallas Cowboys, equipo de la National Football League (NFL).

## Carrera
Fue seleccionado en la tercera ronda en la Reunión Anual de Selección de Jugadores de la NFL de 2012. Hizo su debut profesional con el equipo Jacksonville Jaguars, en el cual jugó cuatro temporadas (2012-2016), después pasó a Tampa Bay Buccaneers (2016-2019), posteriormente a Houston Texans (2019-2021), luego a Dallas Cowboys, donde lleva jugando tres temporadas.